# Montagna Pantani
La Montagna Pantani è un riconoscimento del Giro d'Italia di ciclismo su strada, che fu istituito nel 2004 per ricordare le doti di scalatore di Marco Pantani, morto proprio quell'anno. Un simile onore, prima di allora, era stato concesso solo al Campionissimo Fausto Coppi, con la Cima Coppi (il passo più alto percorso dal Giro).

## Descrizione
La Montagna Pantani cambia di anno in anno, in relazione alle varie tappe previste per le diverse edizioni del Giro. Gli organizzatori della corsa rosa infatti, di volta in volta, stabiliscono quale montagna sia la più caratteristica e importante per la manifestazione.
Per l'edizione 2021 la Montagna Pantani prevista era il Passo Fedaia. Successivamente però ne è stato annullato il passaggio a causa di avverse condizioni meteorologiche.

## Elenco
Segue l'elenco della Montagna Pantani nelle varie edizioni, con il nome del ciclista che per primo vi ha transitato.
| Edizione | Cima                    | Quota (m s.l.m.) | Ciclista primo in vetta |
| -------- | ----------------------- | ---------------- | ----------------------- |
| 2004     | Passo del Mortirolo     | 1852             | Raffaele Illiano        |
| 2005     | Passo delle Erbe        | 2003             | Juan Manuel Gárate      |
| 2006     | Passo del Mortirolo     | 1852             | Ivan Basso              |
| 2007     | Santuario di Oropa      | 1159             | Marzio Bruseghin        |
| 2008     | Passo del Mortirolo     | 1852             | Antonio Colom           |
| 2009     | Colle dell'Izoard       | 2361             | Stefano Garzelli        |
| 2010     | Passo del Mortirolo     | 1852             | Michele Scarponi        |
| 2011     | Passo Fedaia            | 2057             | Mikel Nieve             |
| 2012     | Passo del Mortirolo     | 1852             | Thomas De Gendt         |
| 2013     | Colle del Galibier      | 2646             | Giovanni Visconti       |
| 2014     | Plan di Montecampione   | 1800             | Fabio Aru               |
| 2015     | Passo del Mortirolo     | 1854             | Steven Kruijswijk       |
| 2016     | Passo Sella             | 2244             | David López             |
| 2017     | Santuario di Oropa      | 1142             | Tom Dumoulin            |
| 2018     | Campo Imperatore        | 2135             | Simon Yates             |
| 2019     | Passo del Mortirolo     | 1854             | Giulio Ciccone          |
| 2020     | Piancavallo             | 1290             | Tao Geoghegan Hart      |
| 2021     | Passo Fedaia            | 2057             | Annullata               |
| 2022     | Passo di Santa Cristina | 1427             | Jan Hirt                |
| 2023     | Campo Imperatore        | 2135             | Davide Bais             |
| 2024     | Santuario di Oropa      | 1142             | Tadej Pogačar           |
| 2025     | Passo del Mortirolo     | 1854             | Afonso Eulálio          |